# Linnaemya maculipes
Linnaemya maculipes là một loài ruồi trong họ Tachinidae.